# Pro Marcello
Pro Marcello är latin för till förmån för Marcellus. Det är ett av Marcus Tullius Ciceros tal.
Marcus Claudius Marcellus härstammade från de mest framstående familjerna i Rom och hade varit konsul tillsammans med Servius Sulpicius Rufus; i vilket ämbete han hade förargat Julius Caesar genom att motionera i senaten om att beröva honom hans befäl; och i inbördeskriget hade han tagit parti för Pompeius, och hade varit närvarande vid slaget vid Pharsalia, efter vilket han drog sig tillbaka till Lesbos. 
Efter en tid vädjade hela senaten till Caesar att benåda honom och tillåta honom att återvända till Rom. Under behandlingen av dessa önskemål höll Cicero detta tal, i vilket han tackade Caesar för hans storsinthet; detta trots att han hade, som han själv säger (Ep. Fam. iv. 4), bestämt sig för att inte säga någonting; men han var rädd att fortsatt tystnad från hans sida av Caesar skulle tolkas som att han förlorat hoppet om republiken.
Caesar insåg att senaten enhälligt stod bakom petitionen för Marcellus, men lät den ändå gå till omröstning och önskade veta varje enskild senators uppfattning i frågan. Cicero verkar vid denna tid ha varit övertygad om att Caesar hade för avsikt att återställa republiken, vilket han nämnter i sina brev (Ep. Fam. xiii. 68).